# 约特讷市镇
约特讷市镇（瑞典語：Götene kommun）是瑞典西部西约塔兰省的一个市镇。其治所位于约特讷。